# Lamborghini LMA
Lamborghini LMA – samochód terenowy produkowany przez włoski koncern Lamborghini.

## Podstawowe dane techniczne LMA
Źródło:
| Lamborghini          | LMA                    |
| -------------------- | ---------------------- |
| Silnik:              | V12 24v, klasycznie    |
| Pojemność:           | 4754 cm³               |
| Moc:                 | 332 KM @ 6000 obr./min |
| 0 - 100 km/h:        | 12,0 s                 |
| Prędkość maksymalna: | 188 km/h               |
| Zbiornik paliwa:     | 290 L                  |
| Masa:                | 2600 kg                |